# Bezzia apicata
Bezzia apicata är en tvåvingeart som beskrevs av Malloch 1914. Bezzia apicata ingår i släktet Bezzia och familjen svidknott. Inga underarter finns listade i Catalogue of Life.